# Lex Iulia de maritandis ordinibus
La Lex Iulia de maritandis ordinibus è una legge fatta approvare da Ottaviano Augusto nel 18 a.C.
Questa legge limitava i matrimoni tra diverse classi sociali e puniva i celibi (chi non prendeva moglie, infatti, era tassato). 
Inoltre stabilì che l'eredità vacante, in caso di mancanza o inerzia di creditori ereditari, andasse all'erario.
Questa fu una delle leggi che Ottaviano fece approvare per arrestare la decrescita della popolazione, nonostante le numerose adozioni e l'impiego continuo  di soldati di origine barbara e i fondi enormi assegnati per aiutare i genitori poveri ad alimentare i figli.